# Liste des majoraux du Félibrige
Cet article présente une liste des majoraux du Félibrige, classés par « cigale ».
Sauf précision, les majoraux occupent leur charge à vie.

## Liste
| 1. 1876 : Raymond de Toulouse-Lautrec 2. 1889 : Léopold Constans 3. 1916 : Joseph Anglade 4. 1931 : Julien Brabo 5. 1938 : Louis Debrons 6. 1942 : Louis Fourmaud 7. 1945 : Pierre Miremont 8. 1980 : Zéphirin Bosc 9. 2021 : Michel Fay (d)                            | 1. 1876 : Jean Brunet 2. 1895 : Jules Cassini 3. 1897 : Elzéar Jouveau, 4. 1906 : Victor-Joseph Bonnet 5. 1918 : Paul Ruat 6. 1939 : André Jaubert 7. 1962 : Marcel Bonnet 8. 2009 : Serge Bec 9. 2022 : Frédéric Soulié (d)             |
| 1. 1876 : Albert Arnavielle 2. 1928 : Clovis Roques 3. 1959 : Pierre Hugues (d) 4. 1987 : Pierre Azémard (d) 5. 2007 : Marie-Noëlle Dupuis (d) | 1. 1881 : Marius Girard 2. 1907 : Clément Auzière 3. 1910 : Bernard Sarrieu 4. 1935 : Raymond Lizop 5. 1970 : André Sarrail 6. 1982 : Jean-Marie Grangé 7. 1990 : Julius Estève 8. 1998 : Rémi Venture                                   |
| 1. 1881 : Junior Sans 2. 1906 : René Fournier 3. 1941 : Jeanne Barthès 4. 1973 : Joseph Ricôme 5. 1974 : Jean Deblois 6. 1988 : Pierre Barrier 7. 1997 : Michel Samouillan (d)                                                                                          | 1. 1876 : Paul Barbe, 2. 1884 : Firmin de Carbonnières 3. 1903 : Marie-Louis Desazars de Montgailhard 4. 1927 : Joseph Salvat 5. 1973 : Pierre Causse 6. 2010 : Michel Desplanches (d)                                                   |
| 1. 1881 : Ernest Roussel 2. 1884 : Roch Grivel 3. 1889 : Eugène Plauchud 4. 1909 : Louis-Félix de La Salle de Rochemaure 5. 1918 : Marius André 6. 1928 : René Farnier 7. 1955 : Barthélemy Taladoire 8. 1977 : René Jonnekin 9. 2007 : René Raybaud                    | 1. 1876 : Alphonse Tavan 2. 1905 : Folco de Baroncelli-Javon, 3. 1926 : Antoine Esclangon 4. 1960 : Francis Gag 5. 1989 : Paulette Cherici-Porello 6. 2019 : Paulin Reynard (d)                                                          |
| 1. 1876 : Achille Mir 2. 1902 : Albert Tournier 3. 1909 : Jean-Henri Fabre 4. 1918 : Paul Albarel 5. 1930 : Léon Teissier 6. 1982 : Marcel Daumas 7. 2003 : Claude Fiorenzano 8. 2022 : Sabine Mistral (d)                                                              | 1. 1876 : Gabriel Azaïs 2. 1888 : Louis-Xavier de Ricard 3. 1912 : Jean Fournel 4. 1941 : Albert Lafeuille 5. 1955 : Joseph Vaylet 6. 1983 : René Llech-Walter 7. 2008 : Paul Raynal                                                     |
| 1. 1881 : François Pascal, 2. 1922 : Louis Béchet 3. 1942 : Eugène Cler 4. 1956 : Paul Pons 5. 2004 : Guy Revest (d) | 1. 1881 : Auguste Verdot 2. 1884 : Paul Arène 3. 1897 : Batisto Bonnet, 4. 1898 : Clovis Hugues 5. 1908 : Albert Dugat, 6. 1921 : Joseph Loubet 7. 1952 : Charles Galtier 8. 2008 : Michel Benedetto (d)                                 |
| 1. 1881 : Maurice-Louis Faure 2. 1920 : Simin Palay 3. 1966 : Christian Mathieu 4. 1994 : Patrick Revellat 5. 2009 : Noël Lafon | 1. 1881 : Philippe Tamizey de Larroque 2. 1898 : Charles Ratier 3. 1925 : Émile Barthe 4. 1940 : André-Jacques Boussac 5. 1965 : Roger Barthe 6. 1982 : Robert Joudoux 7. 2017 : Jean-Loup Deredempt 8. 2024 : Nicole Bayle (d)          |
| 1. 1876 : Léonce Couture 2. 1902 : Michel Camélat 3. 1963 : Clotilde Lamazou-Betbeder 4. 2011 : Paulette Baylac-Serret (d) | 1. 1876 : Jean-François Bladé 2. 1900 : Adrien Planté 3. 1912 : Joseph Bonafont 4. 1935 : Jean Amade 5. 1949 : Enric Mouly 6. 1982 : Pierre-Célestin Delrieu 7. 1992 : Laurent Ruffié 8. 2004 : Marc Lagaly (d)                          |
| 1. 1876 : William Bonaparte-Wyse 2. 1893 : Alexis Mouzin 3. 1931 : François Jouve 4. 1969 : Marie Mauron 5. 1987 : Marie-Thérèse Jouveau 6. 2006 : Claudette Occelli (d)                                                                                                | 1. 1881 : François Delille 2. 1889 : Xavier de Fourvière 3. 1913 : Louis Charrasse 4. 1928 : Joseph Giordan 5. 1964 : Raoul Arnaud 6. 1975 : Louis Bribot 7. 1989 : Henri Doriac 8. 2011 : Jeanne Blacas 9. 2018 : Angélique Marçais (d) |
| 1. 1876 : Auguste Chastanet 2. 1902 : Justin Bessou 3. 1919 : Joseph Rozès de Brousse 4. 1961 : Sylvain Toulze 5. 1994 : Robert Rousset 6. 2021 : Annelyse Chevalier | 1. 1876 : Joseph Roumanille 2. 1891 : Paul Mariéton 3. 1912 : Raoul Gineste 4. 1919 : Joseph d'Arbaud 5. 1950 : Marcelle Drutel 6. 1986 : Pierre Fabre                                                                                   |
| 1. 1876 : François Vidal 2. 1912 : Paul Roman 3. 1934 : Jules Contencin 4. 1958 : Honoré Baude 5. 1967 : Paul Gard, 6. 2006 : André Gabriel | 1. 1881 : Alphonse Roque-Ferrier, 2. 1892 : Édouard-Antoine Marsal 3. 1929 : Pierre Azéma 4. 1969 : Lucien Laporte 5. 2014 : Guy Chaptal 6. 2024 : David Ribes (d)                                                                       |
| 1. 1881 : Malachie Frizet 2. 1910 : Charloun Rieu 3. 1924 : Michel Bénézet-Bruneau 4. 1942 : Jacques Gilles 5. 1963 : Émile Plan 6. 1980 : André Jullien (d) | 1. 1881 : Auguste Fourès 2. 1892 : Antonin Perbosc 3. 1945 : Jules Cubaynes 4. 1976 : Jean Monestier 5. 1993 : Pierre Borie-Duclaud 6. 2012 : Valéry Bigault (d)                                                                         |
| 1. 1876 : Joseph Roux 2. 1905 : Jean-Victor Lalanne 3. 1925 : Benezet Vidal 4. 1952 : Charles Rostaing 5. 2000 : Mireille Durand (d) | 1. 1881 : Alfred Chailan 2. 1901 : Charles de Gantelmi d'Ille 3. 1924 : Louis Delhostal 4. 1934 : Alphonse Arnaud, 5. 1974 : Henri Aubanel 6. 1999 : Patrice Gauthier                                                                    |
| 1. 1881 : Joseph Huot 2. 1898 : Léon Spariat 3. 1937 : Bruno Durand 4. 1977 : Robert Fouque 5. 1995 : Jacques Mouttet (d) | 1. 1881 : Charles Poncy 2. 1891 : Rémy Marcelin 3. 1909 : Jules Charles-Roux 4. 1918 : Pierre Fontan 5. 1953 : Marcel Mitan 6. 1976 : Paul Roux 7. 1992 : Guy Giraud 8. 2008 : Pierre Imbert (d)                                         |
| 1. 1881 : Melchior Barthès 2. 1886 : Frédéric Donnadieu 3. 1900 : Arsène Vermenouze 4. 1910 : Eusèbe Bombal 5. 1918 : Johannès Plantadis 6. 1922 : Amédée Muzac 7. 1944 : Paul-Louis Grenier 8. 1955 : Jean Rebier 9. 1968 : Michel Tintou 10. 2022 : Philippe Reig (d) | 1. 1876 : Marius Bourrelly 2. 1896 : Pierre Bertas 3. 1951 : Pierre Rouquette 4. 1989 : Lucien Durand 5. 2017 : Jean-Michel Turc |
| 1. 1881 : Camille Laforgue 2. 1904 : Sernin Santy 3. 1907 : Joseph Soulet 4. 1920 : René Lavaud (de) 5. 1956 : Marcel Saint-Bézard 6. 1984 : Raymond Buche 7. 1994 : Clément Besombes 8. 2011 : Henri Barthès                                                           | 1. 1881 : Antoine-Léandre Sardou 2. 1895 : Maurice Raimbault 3. 1943 : René Jouveau 4. 1999 : Jean-Luc Domenge |
| 1. 1876 : Louis Roumieux 2. 1895 : Paul Chassary 3. 1930 : Charles Grando 4. 1976 : Jean Nayrou 5. 1984 : Louis Dejean (d) 6. 2006 : Jean-Claude Dugros | 1. 1876 : Camille Chabaneau 2. 1909 : Robert Benoît 3. 1942 : Marcel Fournier 4. 1980 : Franck-Louis Depoutot 5. 2009 : François Pontalier (d)                                                                                           |
| 1. 1876 : Alexandre Langlade 2. 1900 : Prosper Estieu 3. 1940 : Jean Ladoux 4. 1952 : Auguste Domergue 5. 1971 : Georges Girard 6. 2010 : Paul Valière 7. 2021 : Paul Astruc (d)                                                                                        | 1. 1876 : Jean-Baptiste Gaut 2. 1891 : Sextius Michel 3. 1906 : Christian de Villeneuve-Esclapon 4. 1932 : Jean Bessat 5. 1964 : Ivan Gaussen 6. 1979 : René Méjean 7. 1987 : Jean Fourié                                                |
| 1. 1881 : Paul Gaussen 2. 1894 : Gaston Jourdanne 3. 1905 : Pierre Bacquié-Fonade 4. 1911 : Léopold Vabre 5. 1936 : Pierre Causse 6. 1952 : Georges Martin 7. 1982 : André Dupuis 8. 2005 : Francis Mouret 9. 2015 : Gabriel Brun                                       | 1. 1876 : Léon de Berluc-Pérussis 2. 1903 : Édouard Aude 3. 1941 : Charles Maurras, 4. 1953 : Pierre Julian 5. 1958 : Jules Avril 6. 1978 : Pierre Vouland 7. 2016 : Gilles Désécot                                                      |
| 1. 1876 : Anselme Mathieu 2. 1895 : Hippolyte Guillibert 3. 1922 : Paul Roustan 4. 1939 : Gabriel Bernard 5. 1955 : Jean Gavot 6. 1990 : Odyle Rio (d) | 1. 1918 : Edmond Lefèvre 2. 1934 : Frédéric Mistral neveu 3. 1969 : André Compan 4. 2012 : Jean-Louis Caserio |
| 1. 1876 : Charles de Tourtoulon, 2. 1892 : Jean Laurès 3. 1902 : Gustave Thérond 4. 1942 : Jules Palmade 5. 1968 : Adelin Moulis 6. 1997 : Georges Passerat | 1. 1881 : Jean Monné 2. 1918 : Jean Vinas 3. 1936 : Louis Abric 4. 1954 : Jean Fay 5. 2013 : Jean-François Costes (d) |
| 1. 1876 : Antoine-Blaise Crousillat 2. 1900 : Pierre Devoluy, 3. 1913 : Marius Jouveau 4. 1950 : Émile Bodin (d) 5. 1970 : Jean-Pierre Tennevin 6. 2024 : Simon Calamel                                                                                                 | 1. 1881 : Antonin Glaize 2. 1914 : Alcide Blavet 3. 1935 : Auguste Bénazet 4. 1954 : Danton Cazelles 5. 1962 : Henri Guiter 6. 1995 : Jean-Claude Ducourtieux (d)                                                                        |
| 1. 1881 : Jean Castela 2. 1907 : Albert Dujarric-Descombes, 3. 1918 : Jean Charles-Brun 4. 1947 : Pierre-Louis Berthaud 5. 1957 : André Chamson 6. 1984 : Pierrette Bérengier                                                                                           | 1. 1876 : Jean Gaidan 2. 1884 : Joseph Lhermite 3. 1920 : Jean-Paul Payan 4. 1926 : Césaire Daugé 5. 1946 : Jean Tucat 6. 1962 : Jules Lairis 7. 1975 : Pierre Gombert 8. 2003 : Patrick Delmas (d)                                      |
| 1. 1876 : Victor Lieutaud 2. 1927 : Antoine Conio 3. 1948 : Henri George 4. 1977 : Marius Rebière 5. 1985 : Charles Roure 6. 2014 : Alain Costantini (d) | 1. 1876 : Alphonse Michel 2. 1893 : Valère Bernard 3. 1937 : Pierre Reynier 4. 1956 : Jean Roche 5. 1988 : Bernard Giély |
| 1. 1876 : Félix Gras 2. 1901 : Marius Chabrand 3. 1909 : Joseph Fallen 4. 1934 : Émile Ripert 5. 1949 : Élie Bachas 6. 1987 : Adolphe Viani 7. 2015 : Jean-Bernard Plantevin                                                                                            | 1. 1876 : Théodore Aubanel 2. 1887 : Louis Astruc 3. 1904 : Jules Ronjat 4. 1925 : Fernand Clément 5. 1958 : Pierre Millet 6. 1999 : Jean-Marc Courbet 7. 2017 : René Martel (d)                                                         |

### Anciennes cigales
| 1. 1876 : Jacques-Claude Aubert | 1. 1876 : Frédéric Mistral |

### Majoraux catalans d'Espagne
La première liste de majoraux incluait plusieurs Catalans d'Espagne, parmi lesquels :
- Víctor Balaguer
- Albert de Quintana i Combis
- Manuel Milà i Fontanals
- Marià Aguiló i Fuster
- Adolf Blanch i Cortada (ca)
- Jaume Collell i Bancells (ca)
- Jeroni Rosselló
- Francesc Soler i Rovirosa (ca)
- Francesc Soler i Rovirosa
- Teodor Llorente
- Jacint Verdaguer
- Lluís Cutchet i Font
- José María Quadrado (es)
- Pere Antoni Torres (ca)

Antoni de Bofarull et Damas Calvet i de Budallès (es) refusèrent.